# RS-433
Pour les articles homonymes, voir Route 433.
La RS 433 est une route locale du Centre-Est de l'État du Rio Grande do Sul, qui relie la RS-332, sur le territoire de la municipalité de Doutor Ricardo, à la commune de Relvado. Elle dessert ces deux seules villes, et est longue de 13 km.